# Gyndulus roeweri
Gyndulus roeweri is een hooiwagen uit de familie Gonyleptidae.